# Jealousy (Pet Shop Boys)
Jealousy è una canzone dei Pet Shop Boys, originariamente scritta nel 1982 e registrata nel 1990 per il loro album Behaviour. Pubblicata come singolo nel 1991, il brano ottenne un buon successo in madrepatria dove si classificò al 12º posto.

## Versioni
La versione dell'album è di durata maggiore in quanto verso la fine del brano l'orchestrazione presente dura qualche strofa in più, strofa che nella versione singola è stata tolta. La canzone è una delle prime mai scritte dai Pet Shop Boys: si basa su una creazione di Chris Lowe fatta al suo stesso pianoforte di casa sua nel 1982. Nel CD singolo è contenuta la versione estesa della canzone, che possiede una introduzione più lunga e più orchestrale; in aggiunta di ciò possiede la citazione di Neil Tennant di un verso dell'opera Otello di William Shakespeare:
Not poppy, nor mandragora, Né il papavero, né la mandragora
Nor all the drowsy syrups of the world, né tutti i narcotici del mondo,
Shall ever medicine thee to that sweet sleep ti renderanno il dolce sonno
Which thou owedst yesterday. che fino a ieri era tuo. 
La versione estesa fu anche eseguita live da Robbie Williams, come special guest, durante il concerto dei Pet Shop Boys al Teatro Mermaid di Londra del 2006; la suddetta versione venne poi inclusa nel primo album live dei Pet Shop Boys, Concrete.
Chris Lowe, in un'intervista, osservò: "Ci sono belle linee in Jealousy, come la frase 'non hai telefonato quando dicesti che lo avresti fatto'. È veramente terribile quando attendi una telefonata e non arriva. Passi l'intera notte in attesa".

## Il singolo
Oltre alla già citata versione estesa, nel singolo compare fra i b-side la versione dei Pet Shp Boys di Losing My Mind, brano che poi il duo decise di produrre per Liza Minnelli nel suo album Results.

## Tracce

### 7": Parlophone / R 6283 (UK)
1. "Jealousy" (7" version) (4:16)
2. "Losing my mind" (7" Version) (4:34)

### CD: Parlophone / CD R 6283 (UK)
1. "Jealousy" (7" version) (4:16)
2. "Losing My Mind" (Disco Mix) (6:07)
3. "Jealousy" (Extended Mix) (7:54)

### CD: Parlophone / CDRS 6283 (UK) edizione limitata
1. "Jealousy" (Extended Mix) (7:54)
2. "This must be the place I waited years to leave" (Extended Mix) (7:24)
3. "So hard" (Eclipse Mix) (4:02)

### 12": Parlophone / 12 R 6283 (UK)
1. "Jealousy" (Extended Mix) - 7:54
2. "Losing my mind" (Disco Mix) - 6:08

## Classifiche
| Classifica (1991) | Posizione massima |
| ----------------- | ----------------- |
| Germania          | 20                |
| Regno Unito       | 12                |
| Svizzera          | 14                |